# 馬里蘭縣
马里兰县（英文：Maryland County）是賴比瑞亞15縣之一，首府哈珀，馬里蘭縣位於賴比瑞亞東南角，面積2297平方公里，根據 2022 年人口普查，该县人口为 172 202 人，是利比里亚人口第九多的县。
此县以美國馬里蘭州為名，曾於1854年獨立为马里兰共和国，並於1857年加入了賴比瑞亞。马里兰县人口最多的城市是普利博，有22963名居民，马里兰县县长是纳扎林·塔布曼（Nazarine Tubman）。 马里兰西部与大克鲁县接壤，北部与吉河县毗邻。马里兰县东部与象牙海岸国（科特迪瓦）接壤，中间隔着卡瓦拉河。

## 歷史
马里兰县最初于 1834 年作为马里兰州殖民协会的殖民地成立，但直到 1854 年才获得独立。多年前，马里兰州殖民协会在更大的美国殖民协会的成立过程中发挥了关键作用。1853 年全民公决后，该殖民地宣布从大西洋彼岸的殖民协会独立，成立了马里兰共和国。它占据了大塞斯河和圣佩德罗河之间的南海岸土地。
1856年，马里兰共和国请求附近的利比里亚提供军事援助，帮助其与格雷波人和克鲁人进行一场战争。利比里亚总统約瑟·詹金斯·羅拔斯协助马里兰人，联合军事行动取得了胜利。1857 年 2 月举行全民公决后，马里兰共和国于 1857年4月6日加入利比里亚，成为马里兰县。据刚果民主共和国人口普查估计，截至 2004 年 5 月，该县人口为107100人。

## 經濟
農業是馬里蘭縣主要的經濟來源，60%的居民皆從事農業相關工作，稻米及木薯為主要農作物。